# Austin Allegro
Austin Allegro är en personbil, tillverkad av den brittiska biltillverkaren Austin mellan 1973 och 1983.

## Bakgrund
BMC 1100/1300 hade varit Storbritanniens bäst säljande bil under större delen av sextiotalet, men den tappade allt mer mark till den konventionella Ford Cortina. Sedan British Leyland Motor Corporation bildats 1968 prioriterade den nya ledningen arbetet med Morris Marina, som skulle konkurrera direkt med Cortinan. Arbetet med efterträdaren till 1100/1300-modellen fick vänta. Man insåg att den nya bilen aldrig skulle nå upp till företrädarens tillverkningsvolymer och satsade därför på en lite udda bil, för den som gillade tekniskt avancerade lösningar och annorlunda formgivning. George Turnbull ansvarade för Austin Morris inom British Leyland och ledde arbetet med att ta fram Austin Allegro.
Allegron byggde vidare på den tekniska grunden från föregångaren, enligt Alec Issigonis Hundkojekoncept. Den hade tvärställd motor och framhjulsdrift, med växellådan monterad under motorn. Den hydrauliska Hydrolastic-fjädringen vidareutvecklades till Hydragas, där fjäderelementen nu utgjordes av komprimerad gas, som hos Citroën. Likt företrädaren nöjde man sig med sedan-kaross. För den som behövde större utrymmen fanns en kombi-version och marknadens ljumma mottagande av Maxin visade ledningen hur britterna ställde sig till halvkombi-lösningen.

## Allegro

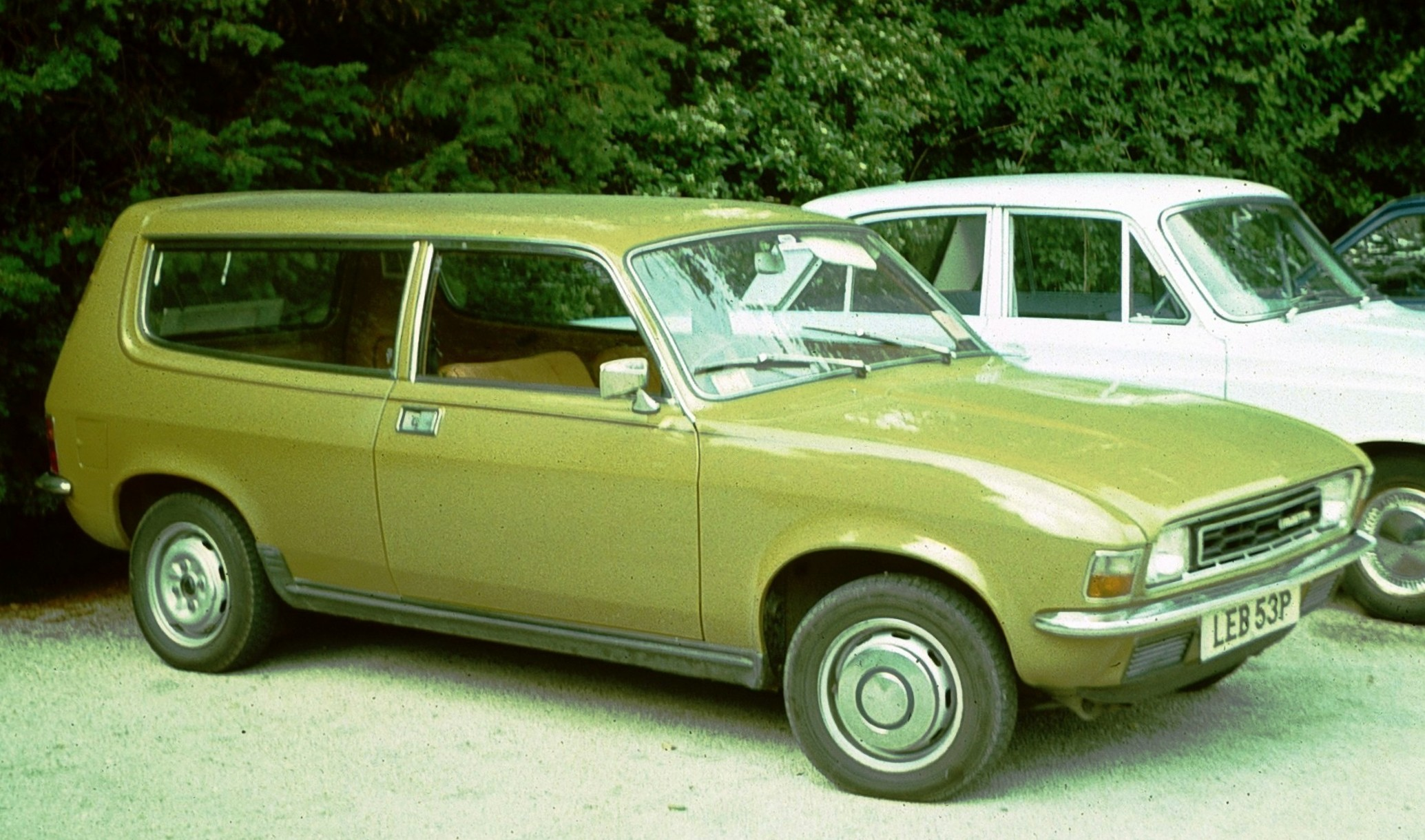
Austin Allegro i kombivariant

Bilen presenterades i maj 1973. Mottagandet var försiktigt positivt, även om vissa klagade på den udda formen, den klena prestandan och, den innovation som folk främst förknippar med Allegron, den kvadratiska ratten.
I oktober 1975 kom Allegro Series 2, med fastare fjädring, bättre benutrymme bak och rund ratt.
Hösten 1979 presenterades Allegro Series 3, med ny front och inredning. 1100cc-motorn ersattes av en mindre enlitersvariant. Den mest efterfrågade förbättringen, en halvkombi-lucka rymdes dock inte inom British Leylands budget. Det fick vänta tills efterträdaren Maestro presenterades 1983.
Allegron har fått klä skott för allt som gick fel inom British Leyland under sjuttiotalet, med usel kvalitet, dålig tajming, udda, eller rent ut sagt fula former och en total brist på känsla för vad marknaden efterfrågade. Trots detta sålde bilen inte så dåligt. På hemmamarknaden, vill säga. Utanför Brittiska öarna var den närmast osäljbar.

## Vanden Plas 1500

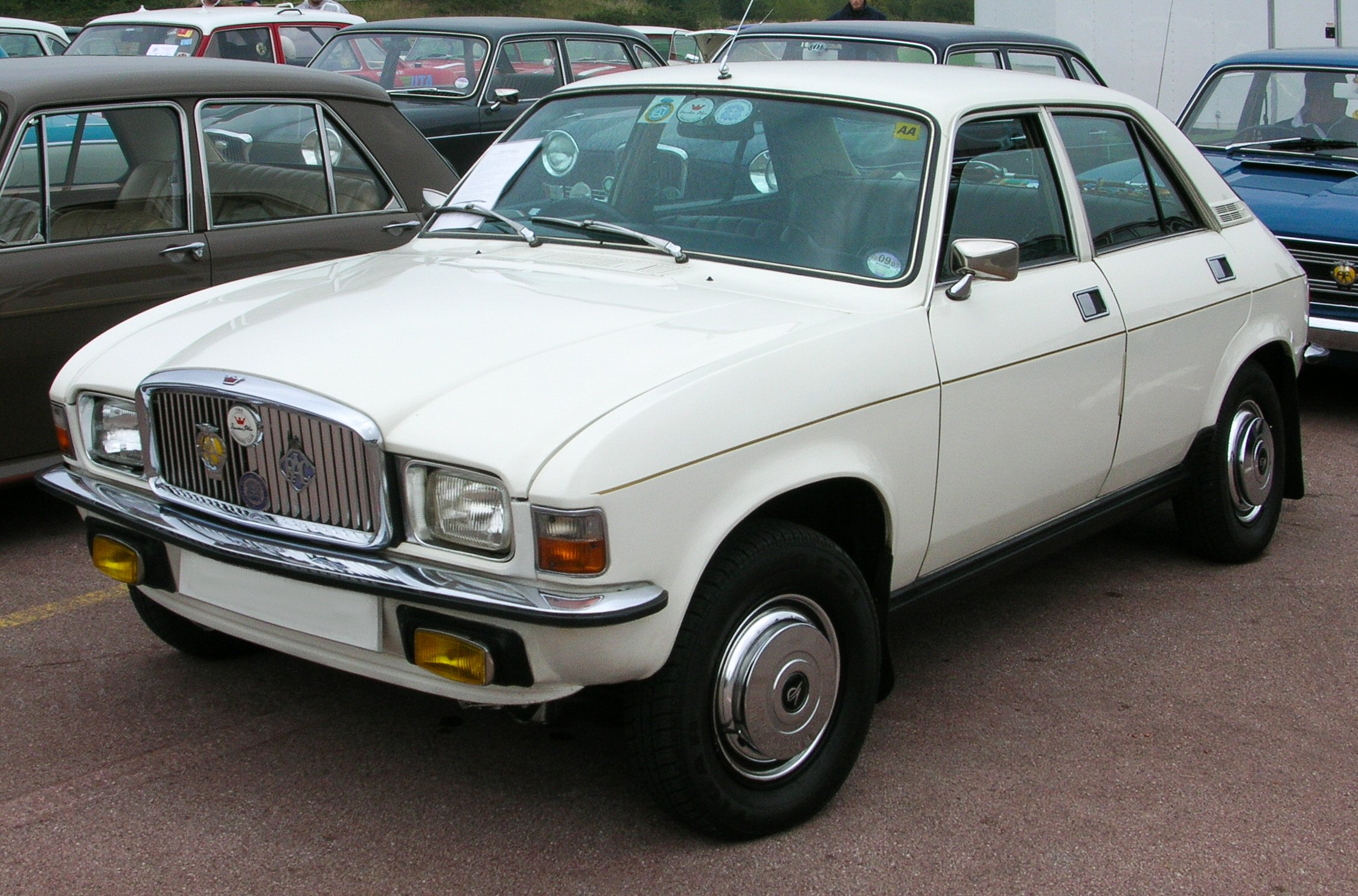
Vanden Plas Princess 1500.

Vanden Plas presenterade sin lyxversion av Allegron 1974. Liksom företrädaren Vanden Plas Princess 1300 hade den en riktigt lyxig inredning, klädd i läder och trä. Bilen fanns med 1500cc och 1750cc motor. Tillverkningen flyttades till MG-fabriken i Abingdon 1979 och både modellen och märket Vanden Plas försvann när fabriken lades ned året därpå.

## Innocenti Regent

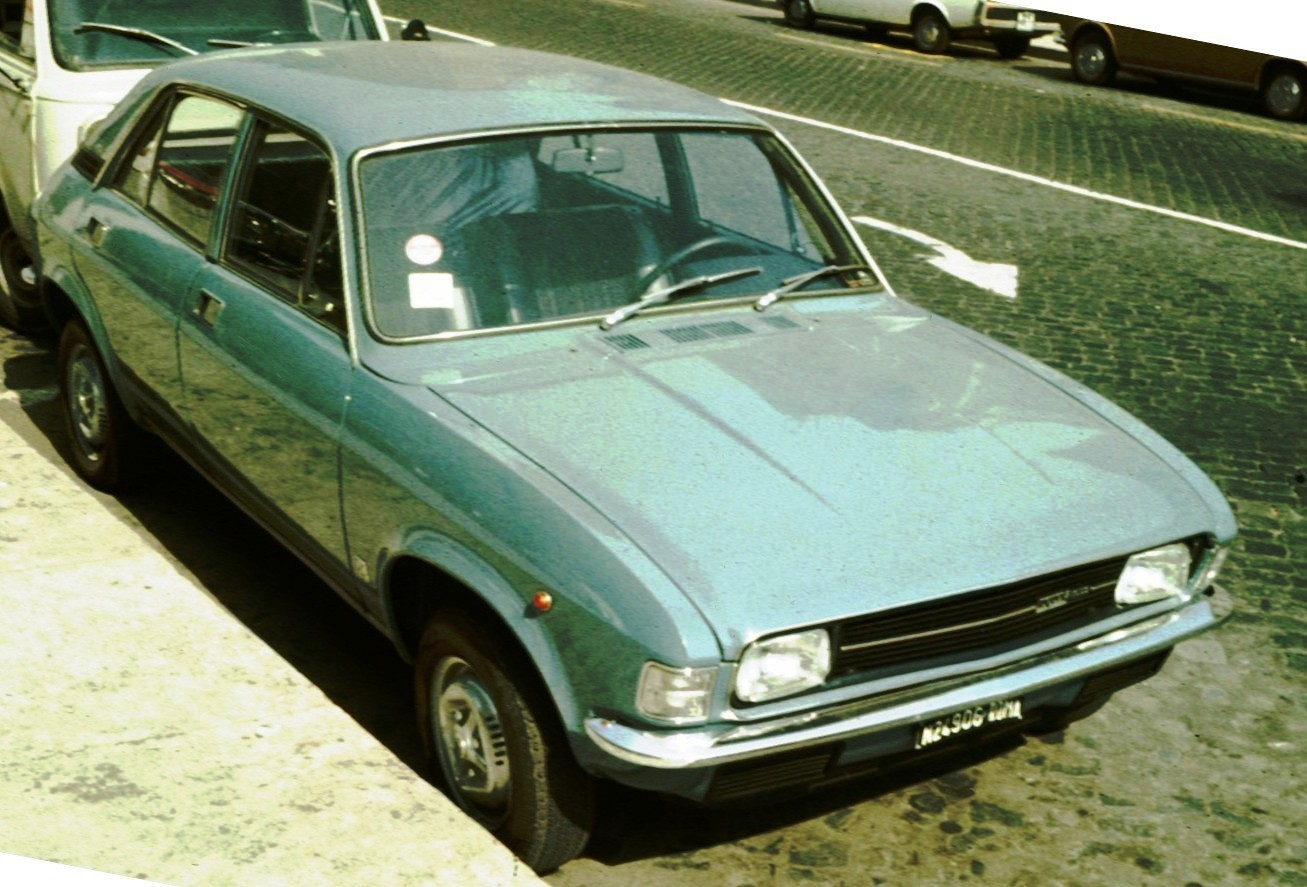
Innocenti Regent.

Sedan British Leyland lagt ned 1100/1300-modellen sålde italienska Innocenti Allegron under namnet Innocenti Regent i dess ställe. Tillverkningen lades ned, efter arton månader, i slutet av 1975 och BL sålde Innocenti till De Tomaso.

## Motor
De minsta versionerna av Allegron såldes med BMC:s A-motor, hämtade från föregångaren. 
Dessutom såldes bilen med den modernare E-motorn, från Maxin. 
| Modell | Motor               | Cylindervolym | Effekt   | Bränslesystem    |
| ------ | ------------------- | ------------- | -------- | ---------------- |
| 1000   | 4-cyl radmotor ohv  | 998 cm³       | 44 hk    | Enkel förgasare  |
| 1100   | 4-cyl radmotor ohv  | 1098 cm³      | 45-49 hk | Enkel förgasare  |
| 1300   | 4-cyl radmotor ohv  | 1275 cm³      | 59-63 hk | Enkel förgasare  |
| 1500   | 4-cyl radmotor SOHC | 1485 cm³      | 69 hk    | Enkel förgasare  |
| 1750   | 4-cyl radmotor SOHC | 1748 cm³      | 76 hk    | Enkel förgasare  |
| 1750HL | 4-cyl radmotor SOHC | 1748 cm³      | 91 hk    | Dubbla förgasare |